# Baie Coacoachou
Baie Coacoachou är en vik i Kanada.   Den ligger i provinsen Québec, i den östra delen av landet, 1 300 km öster om huvudstaden Ottawa.